# Hapalochlaena lunulata
Grand poulpe à anneaux bleus, Grande pieuvre à cercles bleus
Espèce
Synonymes
- Octopus lunulatus Quoy & Gaimard, 1832[2] [3]

Hapalochlaena lunulata, communément nommé Grand poulpe à anneaux bleus ou Grande pieuvre à cercles bleus, est un céphalopode de la famille des Octopodidae.

## Description
Le grand poulpe à anneaux bleus est, malgré son nom vernaculaire un petit poulpe dont la taille maximale n'excède pas 10 centimètres (ou 15-20 cm) bras compris, pour un poids moyen de 80 grammes . Son nom commun provient de la taille de ses anneaux bleus (7 à 8 millimètres de diamètre), ils sont en effet plus grands que ceux des autres membres du genre et permettent ainsi de les distinguer.

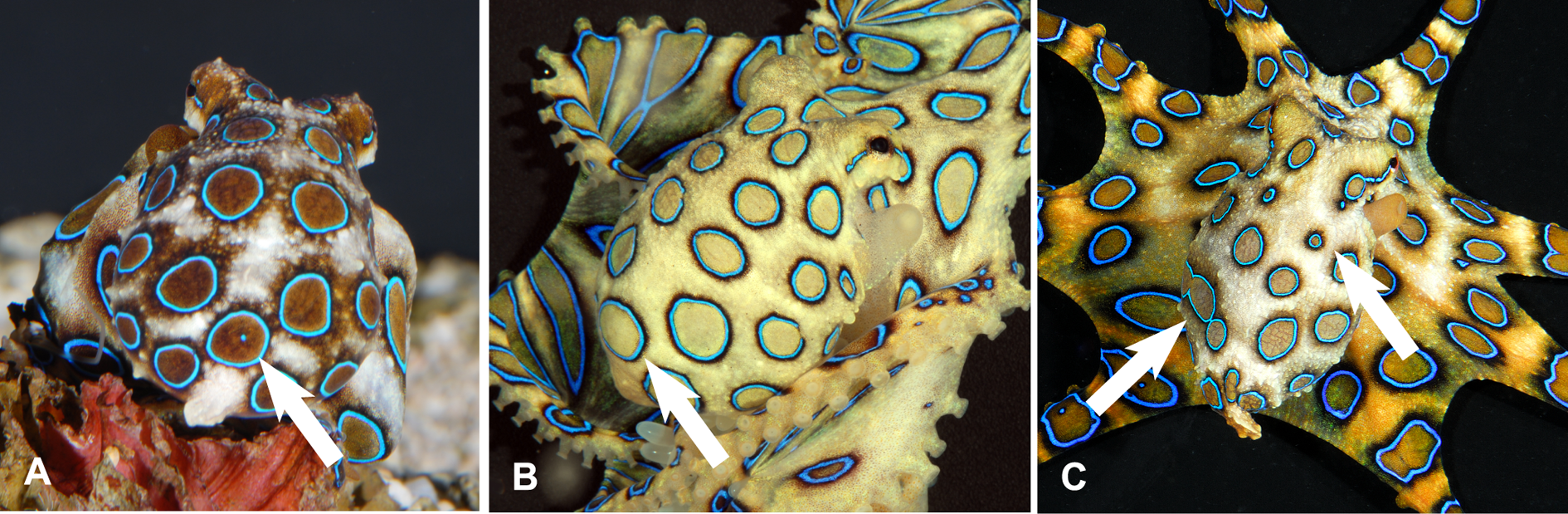
Différents types de schéma du manteau.

La tête est légèrement aplatie dorsoventralement et se termine en pointe. Ses huit bras sont courts. La coloration de ce poulpe varie selon les circonstances et l'environnement du jaune ocre au brun sable en passant par une teinte blanchâtre (lorsqu'il est inactif). Les anneaux bleus sont au nombre d'environ 60 répartis sur tout le manteau de l'animal. Les anneaux sont plus ou moins circulaires et reposent sur une tache plus sombre que la couleur de fond du manteau. Un trait noir, dont l'épaisseur peut varier pour augmenter le contraste et être plus visible, cerne les cercles bleu électrique. Les anneaux bleus constituent une parure aposématique dont le but est de signaler clairement à tous les prédateurs potentiels que ce poulpe est venimeux.

## Distribution & habitat
Le grand poulpe à anneaux bleus est présent dans les eaux tropicales et subtropicales de la zone Indo-Ouest Pacifique du Sri Lanka aux Philippines et de l'Australie au sud du Japon.
Le grand poulpe à anneaux bleus apprécie les eaux peu profondes aux fonds mixtes (éboulis, récifs, zones sablonneuses...). Comme tous les poulpes, il vit dans un repère et ne sort que pour rechercher sa nourriture ou un partenaire afin de se reproduire. L'entrée de son abri est jonchée de débris de repas et donc assez facilement identifiable.

## Biologie
Le grand poulpe à anneaux bleus a un mode vie solitaire et benthique. Lors de la période de reproduction qui varie selon la zone géographique la femelle pond de 60 à 100 œufs qu'elle maintient sous elle durant la période d'incubation qui dure environ un mois . Les nouveau-nés ont un bref passage de développement planctonique avant de s'installer sur le fond .
Ce petit poulpe est un carnivore actif qui se nourrit essentiellement de crustacés, de coquillages bivalves et plus rarement de petits poissons .

## Danger
Même si le grand poulpe à anneaux bleus semble calme et docile, il n'en demeure néanmoins capable d'infliger une morsure mortelle à ses prédateurs et celle-ci peut même s'avérer fatale pour l'homme .
Les poulpes du genre Hapalochlaena possèdent deux glandes à venin dont s’imprègne la salive, l'une est utilisée pour immobiliser les crustacés chassés et s'en nourrir et la seconde comme un moyen de défense dont la toxine du venin est nommée maculotoxine. Cette toxine est une puissante neurotoxine dotée d'un fort pouvoir paralysant. Ses effets sont identiques à la tétrodotoxine.
La morsure est indolore et les effets apparaissent selon les individus, les enfants sont plus sensibles, entre 15 et 30 minutes voire quatre heures. 
La première phase de l'empoisonnement se caractérise par une paresthésie faciale et des extrémités, c'est-à-dire que la victime ressent des fourmillements et/ou engourdissements au niveau du visage, la langue, des lèvres et autres extrémités corporelles. La victime peut également avoir des sueurs, des maux de tête, des étourdissements, des problèmes d'élocution, une hypersalivation, avoir des vomissements, des nausées, la diarrhée, des douleurs abdominales, des troubles moteurs et une sensation de faiblesse, une cyanose des extrémités et des lèvres, hémorragies pétéchiales sur le corps.
La seconde phase de l'empoisonnement survient en général au bout de huit heures et comprend une hypotension et la généralisation de la paralysie musculaire qui est de type spastique, c'est-à-dire que les muscles se contractent de façon excessive sans contrôle volontaire. Le décès peut survenir entre 20 minutes et 24 heures après le début des symptômes. Le décès est souvent dû à une paralysie respiratoire. Toutefois, durant toutes les phases d’empoisonnement l'état de conscience de la victime n'est pas affecté. 
Le risque mortel est important pour l'homme, c'est pourquoi, dès les premiers symptôme de la première phase de l'empoisonnement, il faut si possible appliquer un bandage compressif et surtout évacuer la victime vers les urgences et l'hôpital le plus vite possible. Un sérum antivenimeux existe. 

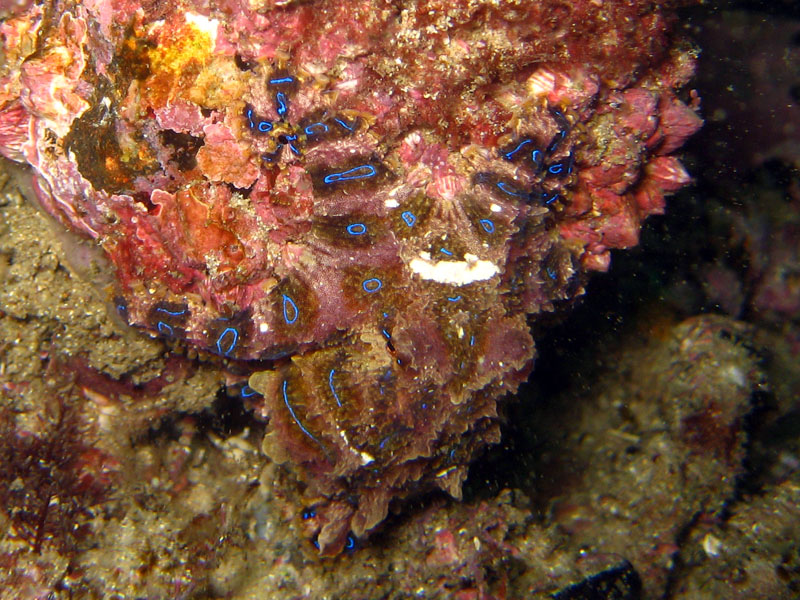
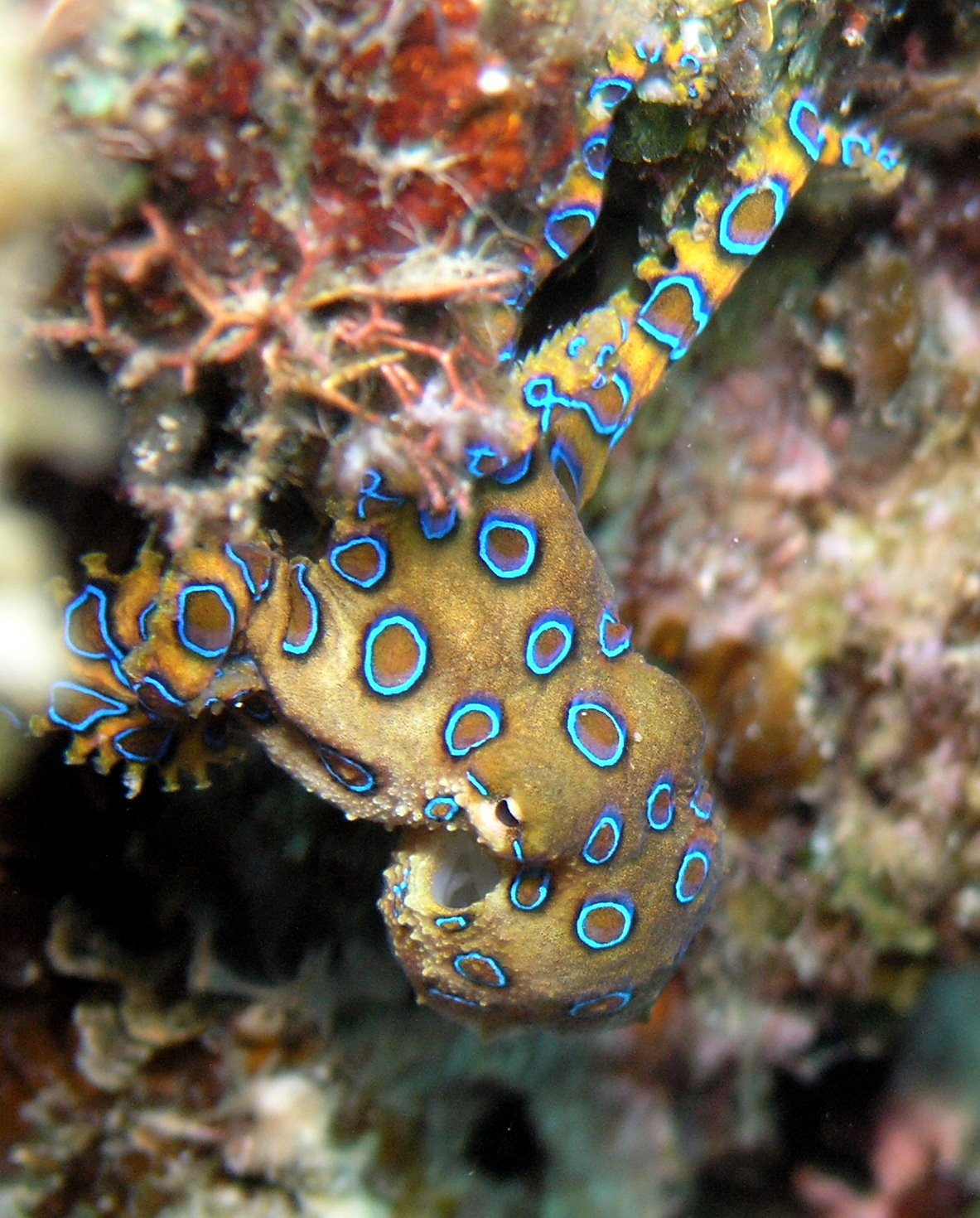